# Bayard (motorfiets)
Bayard is een historisch Belgisch merk van inbouwmotoren en motorfietsen.
Van het motorfietsmerk Bayard is vrijwel niets bekend. Volgens Paul Kelecom (Paul Kelecom: Monographie des Industries du Bassin de Liège, Industrie du Cycle et de l'Automobile, Paul Kelecom, Liège 1905) bouwde het van 1900 tot 1905 motorblokken en motorfietsen in Herstal.
Voor 1900 werden er in Herstal door het bedrijf van Henri Pieper onder de naam "Bayard" fietsen, lichte motorfietsen, auto's en pistolen geproduceerd. Na 1902, toen Pieper zijn activiteiten beëindigde, werden de Bayard-pistolen door andere bedrijven verder geproduceerd.
Mogelijk is dat met de motorfietsen ook gebeurd. Ze doken in elk geval op in enkele betrouwbaarheidsritten, zoals de Coupe Pilet in 1909.